# Gemarkung Wildenstein (Landkreis Kulmbach)
Die Gemarkung Wildenstein ist eine Gemarkung im Landkreis Kulmbach, die vollständig auf dem Gemeindegebiet des Marktes Presseck liegt. Sie hat eine Fläche von 5,485 km² und ist in 423 Flurstücke aufgeteilt, die eine durchschnittliche Fläche von 12966,96 m² haben. In ihr liegen die Gemeindeteile Neumühle, Papiermühle, Premeusel, Schlackenmühle, Schlopp, Waffenhammer und Wildenstein.
Die Nachbargemarkungen sind:
| - Gemarkung Grafengehaig - Gemarkung Presseck - Gemarkung Schlackenreuth | - Gemarkung Schwand - Gemarkung Stadtsteinach - Gemarkung Triebenreuth |